# Apache ActiveMQ
Apache ActiveMQ — відкрите програмне забезпечення (ліцензія Apache 2.0), Message Broker, який в повністю реалізує вимоги Java Message Service 1.1 (JMS). Забезпечує особливості, важливі для програми, яка використовується на великих підприємствах («Enterprise Features»), таких як кластеризація, множинні історії повідомлень та здатність використовувати будь-яку БД (базу даних) як JMS persistence provider, крім того забезпечує відновлення у разі поновлення порушеної сесії (persistency) для віртуальної машини (VM), кешу (cache), і журналу (journal).
ActiveMQ може бути використаний і окремо від Java, наприклад в .NET, C/C++ чи Delphi чи зі скриптовими мовами, такими як Perl, Python, PHP та Ruby через різноманітні крос-мовні клієнти разом зі з'єднанням до багатьох протоколів та платформ. Ці з'єднання включають декілька стандартних протоколів рівня з'єднання та власний протокол, який називається OpenWire.
ActiveMQ використовується для імплементації шини сервісу підприємства такої як Apache ServiceMix, Apache Camel, і Mule.
| Програмне забезпечення | Це незавершена стаття про програмне забезпечення. Ви можете допомогти проєкту, виправивши або дописавши її. |